# サルカ・バルボルコバ
サルカ・バルボルコバ＝デマール（Šárka Barborková-Démar、女性、1985年11月6日 - ）は、チェコ共和国のバレーボール選手。元チェコ代表。

## 来歴
1998年、地元のクラブチームであるOlymp Pragueに入団し、プロとしてのキャリアをスタートさせる。6シーズン在籍し、1998-99、2004-05にリーグ優勝を果たした。その後はスイス、ドイツのクラブリーグでプレーし、2011-12シーズンにイタリアセリエＡのGSOヴィッラ・コルテーゼで活躍した。2013-14シーズンからはフランスリーグのSens OCVBでプレーしている。
2010年にチェコ代表に初選出される。同年10-11月に日本で開催された世界選手権に出場した。2011年のヨーロッパリーグでは4位となり、自身もベストレシーバー賞を受賞した。

## 人物
- 夫のマティアシュ・デマール（ポーランド語版）は元チェコ代表のセッター[1]。

## 球歴
- 世界選手権 - 2010年
- 欧州選手権 - 2011年

## 受賞歴
- 2011年 - ヨーロッパリーグ ベストレシーバー賞

## 所属クラブ
- Olymp Prague（1998-2004年）
- BTV Luzern（2004-2007年）
- 1. VC Wiesbaden（2007-2008年）
- VCシュトゥットガルト（2008-2010年）
- Rote Raben Vilsbiburg（2010-2011年）
- GSOヴィッラ・コルテーゼ（2011-2012年）
- Ereğli Belediye （2012-2013年）
- Sens OCVB（2013-2015年）
- VBナント（2015-2017年）
- TJ Sokol Dobřichovice（2022-2024年）